# 58424 Jamesdunlop
58424 Jamesdunlop este un asteroid din centura principală, descoperit pe 22 februarie 1996, de Miloš Tichý și Zdeněk Moravec.